# Kiryat Ekron
Kiryat Ekron (en hebreo: קריית עקרון) es un pueblo israelí ubicado en la llanura costera en el Distrito Central de Israel. El municipio se encuentra inmediatamente al sur de la ciudad de Rehovot, en la autopista 411, al lado del cruce de Bilu. En el año 2020 el municipio tenía una población aproximada de 11 297 habitantes. Un famoso habitante de Kyriat Ekron es el artista musical y cantante Dudu Aharon.

## Historia

### Fundación del pueblo
Kiryat Ekron fue fundada en 1948, como Kfar Ekron, en el sitio de la aldea palestina de Aqir, y lleva el nombre bíblico de Ecrón, una importante ciudad filistea que existió en la cercana Tel Mikné.

### Inmigración después de la Segunda Guerra Mundial
Después de la Segunda Guerra Mundial, unos nuevos inmigrantes llamados (olim jadashim) de Yemen y Bulgaria se establecieron en las casas restantes. En noviembre de 1948, se establecieron dos campos de absorción de refugiados (maabarot) en las tierras de la aldea; el campamento Aqir y el campamento Guivat Brenner. En 1953, el campamento Aqir se convirtió oficialmente en parte de Kfar Ekron, seguido por el campamento Guivat Brenner en 1955. De 1954 a 1963, Kfar Ekron perteneció al Concejo Regional Brenner. En 1963, el nombre de la ciudad fue cambiado a Kiryat Ekron y se convirtió en un municipio local independiente.

### Intentos de unificación
Los intentos de unir a Kiryat Ekron con el municipio mucho más grande de Rehovot en 2003 fracasaron después de una protesta popular de los residentes de la aldea. Otros intentos de unir el municipio de Kiryat Ekron con el pueblo de Mazkeret Batya también fracasaron, debido a la oposición de los habitantes de la aldea. (Mazkeret Batya originalmente se llamaba Ekron cuando se fundó en la década de 1880, pero pasó a llamarse Mazkeret Batya en 1887). El pueblo de Kiryat Ekron está hermanado con la aldea de Bussy-Saint-Georges en Francia, y con la ciudad de Akron en los Estados Unidos.

### Economía del pueblo
Un gran centro comercial se encuentra en Kiryat Ekron. El centro fue construido a fines de la década de 1990 en un terreno que antes era agrícola y estaba dedicado al cultivo de cítricos.

## Personas destacadas
Dudu Aharon.